# Piper dolichotrichum
Piper dolichotrichum är en pepparväxtart som beskrevs av Truman George Yuncker. Piper dolichotrichum ingår i släktet Piper och familjen pepparväxter. Inga underarter finns listade i Catalogue of Life.